# عسل‌کش طوق‌طلایی
عسل‌کش طوق‌طلایی (نام علمی: Iridophanes pulcherrimus) نام یک گونه از تیره فرخنده است.